# اردلان

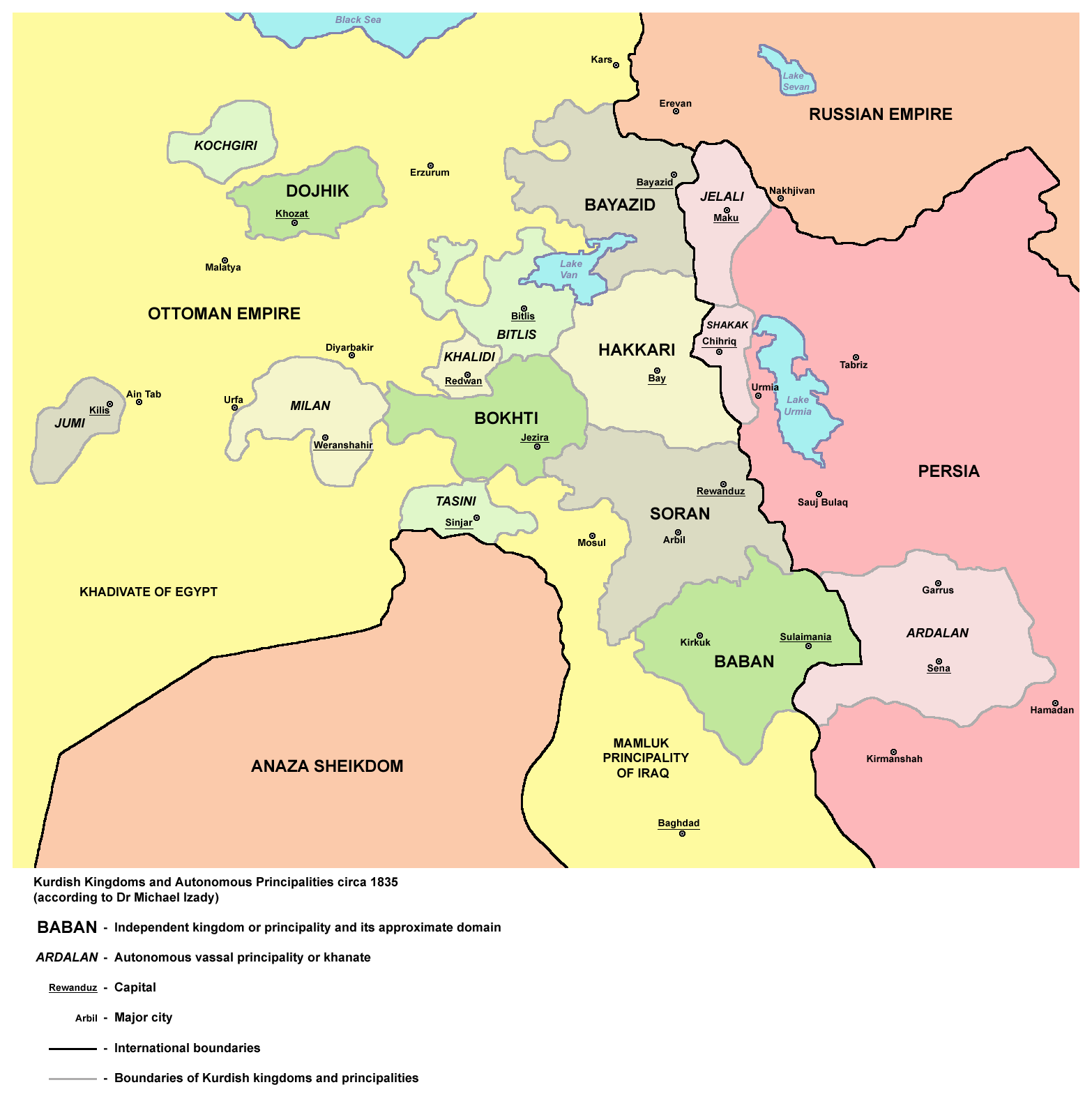
حکومت اردلان حوالی ۱۸۳۵

اردلان یک نام جغرافیایی است که به منطقه‌ای در کردستان ایران گفته می‌شود. این واژه همچنین نام خاندان بزرگی است که بر قلمرو حکومت اردلان، امارات و سیطره داشته‌اند. پایتخت محلی آن‌ها سنه یا سنندج بود.
در تاریخ از سلسله امیران محلی کردستان که حکومت اردلان در کردستان عراق امروزی و بخشی از کردستان ترکیه امروزی، و مرکزیت منطقه‌ای که جزیره ابن عمر گفته می‌شده و دارالملک یا کرسی آن موصل بوده، را از قرن هفتم هجری قمری به عهده داشته‌اند با عنوان حکام اردلان یاد شده‌است. فرد حاکم مدعی نسب داشتن از اردشیر بابکان بود. نخستین حاکم این قبیله احمد پسر مروان حاکم مروانیان دیاربکر بود. 
حوزهٔ متصرفی و شناخته‌شدۀ محدوده حکومتی خاندان محلی اردلان حوزۀ حکومتی؛ که در کردستان ایران، استان کردستان کنونی به مرکزیت سنندج، سقز، بانه، مریوان، قروه، بیجار، کامیاران، دهگلان، دیواندره، و منطقه‌هایی از استان کرمانشاه شامل اورامان تخت، اورامان لهون، پاوه، جوانرود، روانسر و ثلاث باباجانی بوده‌است که خاندان اردلان بوده است. همچنین شهرهایی مانند سنقر کلیایی و بخش‌هایی از استان همدان و شهر سردشت و مناطق جنوب آذربایجان ایران و شمال عراق در اقلیم کردستان هم در برهه‌هایی از زمان تحت فرمان این حکومت قرار داشتند.

## خاندان اردلان
خاندان اردلان، از جمله خاندان‌های کرد می‌باشند که مدت‌های مدیدی ازنیمهٔ قرن هفتم تا اواخر قرن سیزدهم هجری(۱۱۶۹–۱۸۶۷ میلادی) قبل از روی کار آمدن صفویان تا اواخر دوره قاجار بر قسمت‌هایی از مناطق کردنشین ایران حکومت می‌کردند. این خاندان ابتدا بر مذهب اهل سنت شافعی بودند، اما بعدها شیعه شده‌اند و در نهایت با انتصاب شاهزاده فرهاد میرزا معتمدالدوله عموی ناصرالدین شاه به حکومت کردستان در سال ۱۲۸۴ هجری قمری به حاکمیت خاندان اردلان خاتمه داده شد.